# Генератор Пирса
Генератор Пирса назван в честь его изобретателя Джорджа Пирса (1872—1956). Генератор Пирса является производным от генератора Колпитца. В схеме используется минимум компонентов: один логический элемент НЕ, один резистор, два конденсатора и кварцевый резонатор, который действует как высокоизбирательный элемент фильтра.

Простой генератор Пирса